# Coelorachis selloana
Coelorachis selloana là một loài thực vật có hoa trong họ Hòa thảo. Loài này được (Hack.) A.Camus mô tả khoa học đầu tiên năm 1922.